# Boana cordobae
Boana cordobae é uma espécie de anfíbio anuros da família Hylidae. Está presente na Argentina. A UICN classificou-a como deficiente de dados.